# Гусев (рассказ)
Гусев — рассказ А. П. Чехова. Написан в 1890 году, впервые опубликован 25 декабря 1890 года в газете «Новое время».

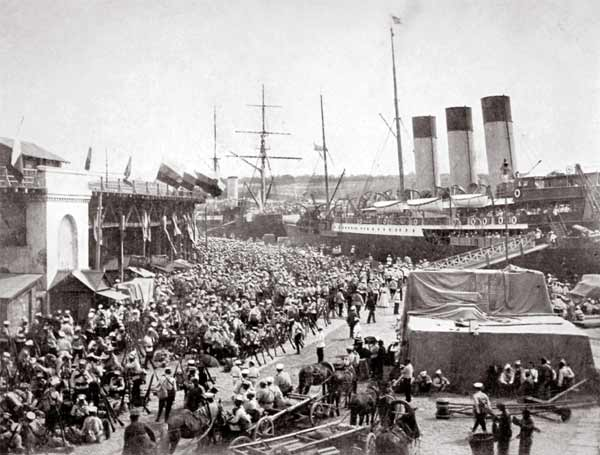
Отправка морем солдат из Одессы на Дальний Восток

## Публикации
В своём письме 9 декабря 1890 года к Алексею Суворину Чехов описывает сюжет из реальной жизни — погребение в море, которое он видел на борту корабля, возвращающегося с Сахалина: «По пути в Сингапур бросили в море двух покойников. Когда глядишь, как мёртвый человек, завороченный в парусину, летит, кувыркаясь, в воду, и когда вспоминаешь, что до дна несколько вёрст, то становится страшно и почему-то начинает казаться, что сам умрёшь и будешь брошен в море».
Впервые рассказ был опубликован 25 декабря 1890 года в рождественском выпуске Нового времени (№ 5326) с пометкой: «Коломбо, 12 ноября». «Гусев» стал первым рассказом Чехова, опубликованным после его возвращения с острова Сахалин.
Рассказ разделен на пять глав. После некоторых стилистических правок он был включен в сборник рассказов Палата № 6 1893 года издания. Рассказ в составе сборника переиздавался без изменений семь раз (1893—1899). С незначительными изменениями рассказ включен в шестой том собрания сочинений Чехова, изданном Адольфом Марксом в 1899—1901 годах.
При жизни Чехова рассказ был переведен на болгарский, венгерский, немецкий, норвежский, польский и французский языки.

## Сюжет
Несколько демобилизованных солдат, включая рядового Гусева и Павла Ивановича, о котором никто ничего не знает и который обнаруживает себя сыном священника, возвращаются домой с Дальнего Востока вокруг Азии в корабельном лазарете, страдая от жары и чахотки. Гусев находится в полубреду, и время от времени проваливается в родную деревню, где зима и холод. Павел Иванович с омерзением смотрит на окружающую обстановку и ехидно комментирует необходимость посылки за тысячу вёрст крестьян, чтобы они служили денщиками. Нижние чины же относятся к своему положению с неизбежным фатализмом, отчасти завидуя умершему Павлу Ивановичу: «Из духовного звания, а у попов родни много. Замолят».
Постепенно все чахоточные умирают, в финале умирает и Гусев. Его тело заворачивают в парусиновый мешок и после короткой молитвы бросают в волны. Писатель подробно описывает как тело идет ко дну мимо стаи рыбок, как его разрывает акула.

## Критика
Среди тех, кому понравился рассказ, были Пётр Чайковский и Алексей Плещеев, который писал 12 января 1891 года: «За рассказ в „Нов<ом> врем<ени>“ благодарю: читал с удовольствием».
В письме Чехову от 30 декабря 1890 года Иван Леонтьев (псевдоним Иван Щеглов) восхищался рассказом: «Какая прелесть! Или — вернее, какая правда! В нем нет ни тени силуэтности в обрисовке лиц, которой страдали иные из прежних очерков Ваших — и Гусев с Павлом Иванычем — художественные типы 84-й пробы. Такие захватывающие по своей жизненности рассказы сбивают с позиций все мои художнические теории. Для большого художнического труда нужны условные рамки, и не потому ли так мрачен Ваш очерк, именно, что он написан прямо с натуры, не дожидаясь, когда создастся подходящая рамка? И потому — стоит ли ждать с материалами для… „романа“, когда романов теперь, по нашему времени, и читать некогда и т. д. и т. д. Словом, многое навеял на меня Ваш „превосходный Гусев“».
В 1906 году Борис Лазаревский в журнале «Русская мысль» писал: «Когда вышло полное собрание сочинений, я прочёл рассказ „Гусев“ и поразился, как на нескольких страницах автор сумел развернуть такую потрясающую драму, затронув попутно глубочайшие, почти мировые вопросы».
В. Л. Альбов причислял рассказ «Гусев» к тем произведениям, в «которых внимание Чехова направлено на внешние условия как на причину гибели мечты и мечтателей».